# John Hancock
John Hancock, ameriški politik in poslovnež, * 12. januar 1737, Quincy, Massachusetts, ZDA, † 8. oktober 1793, Quincy.
Hancock je pri sedemnajstih diplomiral na Harvardski poslovni šoli in se zaposlil pri bogatem stricu, ki je bil tudi njegov posvojitelj. Po stričevi smrti leta 1763 je postal najbogatejši človek Nove Anglije.
Pridružil se je ljudem, ki jim je bil cilj neodvisnost od Združenega kraljestva (npr. Adams). Ko so leta 1768 v bostonskem pristanišču carinski organi zajeli njegovo ladjo Liberty pod obtožbo tihotapstva, je izbruhnil proti uradništvu ljudski odpor.
Deloval je kot kongresnik in bil prvi guverner Massachusettsa.